# 澤木樹里
澤木樹里（日语：沢木樹里、さわき じゅり，1984年12月15日—），日本AV女優。出身於日本東京都。屬於WAVE PROMOTION事務所。

## 略歷
2008年，出道於AV女優。

## 出演

### AV作品
2009年
- 巨乳女子校生GAL Fcup 88cm （1月1日、MOODYZ）
- E-BODY （1月13日、E-BODY）
- 中出し了解 （1月23日、プレステージ）

### 無碼AV作品
- S Model 06 : 沢木樹里（2010年2月17日、Super Model Media）
- S Model 06 : 沢木樹里 (Blu-ray) （2010年2月17日、Super Model Media）

## 外部連結
- 澤木樹里官方網誌 （页面存档备份，存于）